# Коваленко Олександр Миколайович (солдат)
Олександр Миколайович Коваленко — старший солдат Збройних сил України, учасник російсько-української війни, що загинув у ході російського вторгнення в Україну в 2022 році.

## Життєпис
Олександр Коваленко народився 9 серпня 1985 року, проживав у Горішніх Плавнях на Полтавщині. З початком російського вторгнення в Україну перебував на передовій. Загинув 9 березня 2022 року поблизу міста Ізюм Харківської області. Указом Президента України від 5 квітня 2022 року № 214/2022 був посмертно нагороджений орденом «За мужність» ІІІ ступеня.

## Нагороди
- орден «За мужність» III ступеня (2022, посмертно) — за особисту мужність і самовіддані дії, виявлені у захисті державного суверенітету та територіальної цілісності України, вірність військовій присязі[2].